# Einhalden
Einhalden ist ein Hof in der Ortschaft Hasenweiler der Gemeinde Horgenzell im Landkreis Ravensburg.

## Geschichte
Der Hof wurde in einer Urkunde des 12. Jahrhunderts (erhalten als Kopie des 13. Jahrhunderts) als „Hunhaldun“ erwähnt. In einer auf 1153 datierten Urkunde (Fälschung des 13. Jahrhunderts) heißt er „Hunthalde“. Seit dem 14. Jahrhundert war er im Besitz der Abtei Weingarten. Er stand unter der Oberhoheit der Grafschaft Heiligenberg. Einhalden gehört zur Katholischen Kirchengemeinde Hasenweiler.
Im Dreißigjährigen Krieg wurde der Hof niedergebrannt. Die damaligen Bewohner flüchteten in die Schweiz. 1663 wurde er erneut besiedelt von einem Vorfahren der heutigen Besitzerfamilie Rauch.
Seit 1992 wird  der Hof von Bernhard Rauch geführt. Es liegt ihm viel daran, das  ursprüngliche bäuerliche Lebensgefühl zu bewahren und weiterzugeben. Seit 2008 ist Einhalden Bioland-, seit 2014 Demeter-Betrieb.
Von 2004 bis 2016 wurde auf dem Hof Einhalden das Musik- und Kleinkunstfestival Einhaldenfestival veranstaltet. 2017 findet das Festival erstmals auf einem anderen Bauernhof in der nahen Gemeinde Fronreute statt.